# Rynkig navellav
Rynkig navellav (Umbilicaria arctica) är en lavart som först beskrevs av Erik Acharius och fick sitt nu gällande namn av William Nylander. 
Rynkig navellav ingår i släktet Umbilicaria och familjen Umbilicariaceae.  Arten är reproducerande i Sverige. Inga underarter finns listade i Catalogue of Life.